# Solenopotes burmeisteri
Solenopotes burmeisteri är en insektsart som först beskrevs av Fahrenholz 1919.  Solenopotes burmeisteri ingår i släktet Solenopotes och familjen nötlöss. Inga underarter finns listade i Catalogue of Life.